# Алексіс Міхалік
Алексіс Міхалік (фр. Alexis Michalik, нар. 13 грудня 1982) — французький та британський актор, сценарист і режисер. Адаптував «Ромео і Джульєтту» Шекспіра до своєї п'єси « R&J», а також написав і поставив власні п'єси, включаючи: «Le Porteur d'histoire», «Le Cercle des illusionnistes», «Edmond» та «Intra Muros». Абеля Ланзака, а також знявся у ряді телесеріалів, міні-серіалів та телефільмів, включаючи серіал: «Кабульська кухня» Аллана Модуіта та Жана-Патріка Бенеса. За свої п'єси він отримував різні нагороди Мольєра.

## Освіта
Народився в родині польського художника та матері — британки. Виріс в кварталі Аббесс у 18-му окрузі Парижа. Алексіс навчався в коледжі Жуль-Фері та в консерваторії 19-го округу, а також успішно склав вступний іспит до Національної драматичної консерваторії, але не пішов навчатися.